# Villa Émile-Loubet
La villa Émile-Loubet est une voie du 19e arrondissement de Paris, en France.

## Situation et accès
La villa Émile-Loubet est une voie publique située dans le 19e arrondissement de Paris dans le quartier pavillonnaire de la Mouzaïa. Elle débute au 28, rue de Mouzaïa et se termine au 11 quater, rue de Bellevue.

## Origine du nom
Elle doit son nom à Émile Loubet (1838-1929), président de la République française entre 1899 et 1906.

## Historique
Cette voie a été ouverte en 1887 sous le nom de « villa des Fleurs » car elle était alors bordée de plusieurs jardins abondamment fleuris.

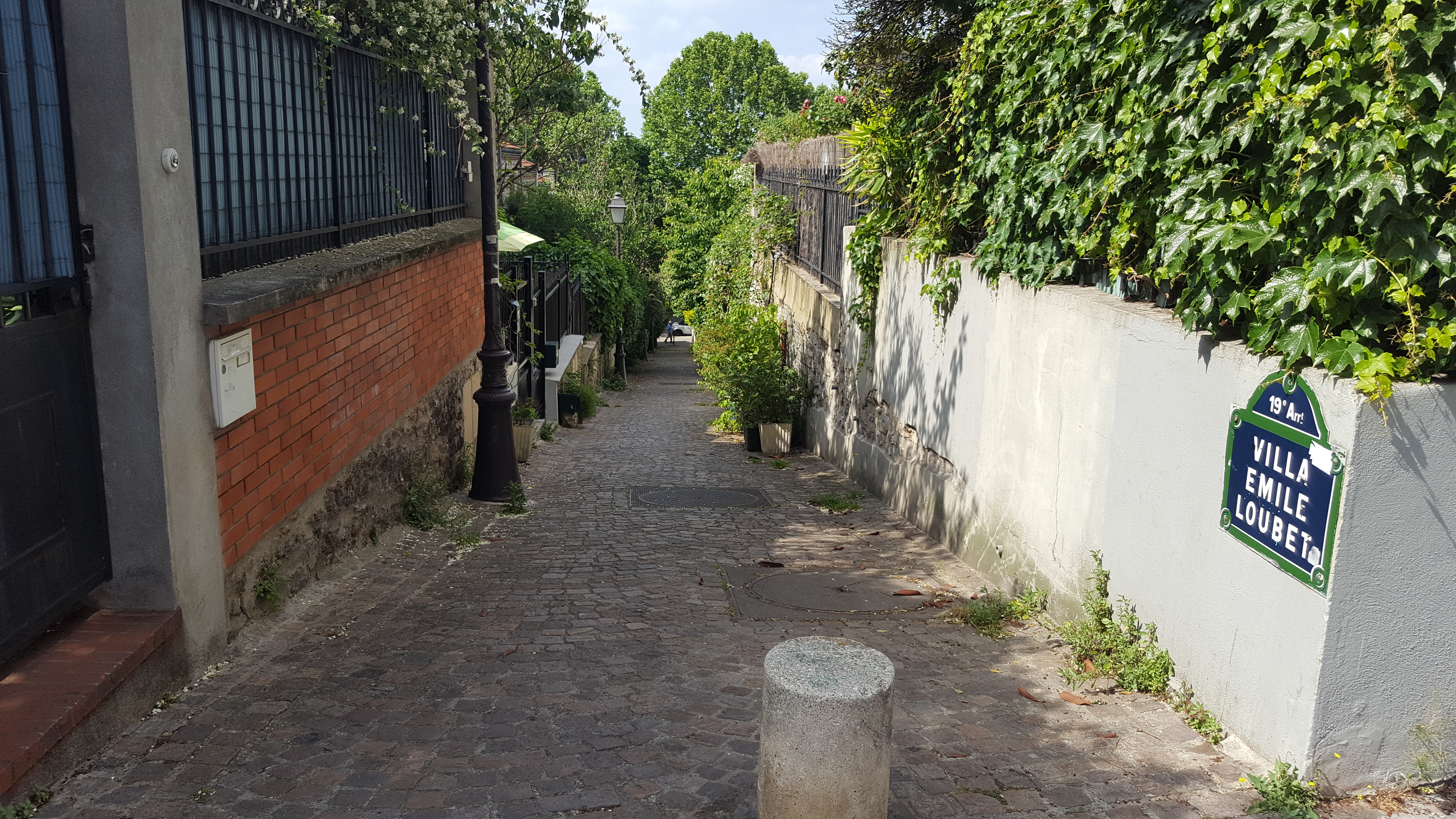
Villa Émile-Loubet, vue depuis la rue de Bellevue.